# WaterTower Music
WaterTower Music (anteriorment New Line Records) és un segell discogràfic de Time Warner. Va ser fundada per lliurar bandes sonores de pel·lícules, però la discogràfica ha crescut més enllà d'aquesta proposta inicial i ha construït una llista d'actes d'indie rock com The Sounds, OFFICE, Robbers on High Street, The Sights, i Midnight Movies.
És distribuïda per Warner Music Group, des de la divisió de l'associada NLC Time Warner.

## Lliuraments

### Artistes
- 60 Channels
- The Anti-Backpack Movement
- Echo
- Eugene
- Albert Hammond Jr.
- IMx
- Midnight Movies
- Paris, Texas
- Robbers on High Street
- The Sounds
- The Blank Theory

### Bandes sonores
- About Schmidt
- Birth
- Blade: Trinity
- Els sexeaddictes (A Dirty Shame)
- Elf
- Hairspray (2007)
- History of Violence
- Just Friends
- Monster-in-Law
- The New World
- The Notebook
- A Prairie Home Companion
- Secondhand Lions
- Sex and the City: The Movie
- Sideways
- Snakes on a Plane: The Album
- Son of the Mask
- The Upside of Anger
- Wedding Crashers
- Little Children